# تيري ماثيوز
جورج تيرينس ليونارد ماثيوز، المعروف باسم تيري ماثيوز (من مواليد 25 فبراير 1936)، هو لاعب كرة قدم إنجليزي سابق لعب كمهاجم في دوري كرة القدم لأندية وست هام يونايتد وألدرشوت وجيلينجهام. أدار لاحقًا أندية خارج الدوري مثل أفيلي وتيلبيري ووالثامستو أفينيو.